# Castelvieilh
 Castelvieilh  es una comuna y población de Francia, en la región de Mediodía-Pirineos, departamento de Altos Pirineos, en el distrito de Tarbes y cantón de Pouyastruc.
Su población en el censo de 1999 era de 192 habitantes.
Está integrada en la Communauté de communes des Coteaux de l'Arros.

## Demografía
| 158 | 184 | 194 | 184 | 206 | 192 |
| Para los censos de 1962 a 1999 la población legal corresponde a la población sin duplicidades (Fuente: INSEE [Consultar]) |     |     |     |     |     |